# Jordan Morrison
Jordan Morrison (* 6. Juni 1986 in Uxbridge, Ontario) ist ein ehemaliger kanadischer Eishockeyspieler, der im Verlauf seiner aktiven Karriere zwischen 2002 und 2014 unter anderem 387 Spiele in der ECHL auf der Position des Centers bestritten hat. Mit den Alaska Aces gewann er dort im Jahr 2014 den Kelly Cup.

## Karriere
Morrison begann seine Karriere bei den Peterborough Petes in der Ontario Hockey League (OHL), für die er vier Jahre lang auflief und im Jahr 2006 den J. Ross Robertson Cup gewann. In dieser Zeit wurde er im NHL Entry Draft 2004 in der siebten Runde an 222. Stelle von den Pittsburgh Penguins gedraftet, absolvierte aber nie ein Spiel in der National Hockey League (NHL). Nach zwei Jahren beim Team der Dalhousie University in der kanadischen Collegeliga Canadian Interuniversity Sport (CIS), die er jeweils als teaminterner Topscorer beendete, erhielt er sein erstes Profi-Engagement bei den Texas Wildcatters in der ECHL. In den folgenden Jahren spielte er durchgehend in den nordamerikanischen Minor Leagues und brachte es auf insgesamt 164 Scorerpunkte in 206 Spielen der regulären Saison der ECHL.
Ende Oktober 2011 wurde bekannt, dass der österreichische Klub EC KAC aus der österreichischen Erste Bank Eishockey Liga (EBEL) Morrison unter Vertrag genommen hatte, um den langfristigen Ausfall einiger Leistungsträger zu kompensieren. Er verließ die Klagenfurter jedoch noch vor Ende der Spielzeit, die er beim Lillehammer IK aus der norwegischen GET-ligaen beendete. Der Kanadier kehrte daraufhin wieder in die ECHL zurück, wo er die Saison 2012/13 bei den San Francisco Bulls verbrachte. Nach einem kurzen Gastspiel zum Beginn der folgenden Spielzeit beim kasachischen Klub HK Arystan Temirtau kehrte Morrison erneut zu den Bulls zurück. Im Januar 2014 wechselte er schließlich zum Ligakonkurrenten Alaska Aces, mit dem er am Saisonende den Kelly Cup gewann. Anschließend beendete der 28-Jährige seine aktive Karriere.

## Erfolge und Auszeichnungen
| - 2006 J.-Ross-Robertson-Cup-Gewinn mit den Peterborough Petes - 2007 A. J. MacAdam Trophy (CIS (AUS) Rookie of the Year) - 2007 CIS (AUS) All-Rookie Team | - 2009 ECHL All-Rookie Team - 2014 Kelly-Cup-Gewinn mit den Alaska Aces |

## Karrierestatistik
(Legende zur Spielerstatistik: Sp oder GP = absolvierte Spiele; T oder G = erzielte Tore; V oder A = erzielte Assists; Pkt oder Pts = erzielte Scorerpunkte; SM oder PIM = erhaltene Strafminuten; +/− = Plus/Minus-Bilanz; PP = erzielte Überzahltore; SH = erzielte Unterzahltore; GW = erzielte Siegtore; 1 Play-downs/Relegation; Kursiv: Statistik nicht vollständig)